# Marolles-lès-Saint-Calais
Marolles-lès-Saint-Calais és un municipi francès situat al departament del Sarthe i a la regió de País del Loira. L'any 2007 tenia 271 habitants.

## Demografia

### Població
El 2007 la població de fet de Marolles-lès-Saint-Calais era de 271 persones. Hi havia 110 famílies de les quals 20 eren unipersonals (16 homes vivint sols i 4 dones vivint soles), 41 parelles sense fills, 41 parelles amb fills i 8 famílies monoparentals amb fills.
La població ha evolucionat segons el següent gràfic:
Habitants censats

### Habitatges
El 2007 hi havia 121 habitatges, 107 eren l'habitatge principal de la família, 10 eren segones residències i 4 estaven desocupats. Tots els 120 habitatges eren cases. Dels 107 habitatges principals, 83 estaven ocupats pels seus propietaris, 20 estaven llogats i ocupats pels llogaters i 3 estaven cedits a títol gratuït; 4 tenien dues cambres, 19 en tenien tres, 31 en tenien quatre i 52 en tenien cinc o més. 98 habitatges disposaven pel capbaix d'una plaça de pàrquing. A 36 habitatges hi havia un automòbil i a 67 n'hi havia dos o més.

### Piràmide de població
La piràmide de població per edats i sexe el 2009 era:
| Homes | Edats   | Dones |
| ----- | ------- | ----- |
| 0     | 95 o +  | 0     |
| 0     | 90 a 94 | 0     |
| 4     | 85 a 89 | 0     |
| 0     | 80 a 84 | 4     |
| 4     | 75 a 79 | 0     |
| 4     | 70 a 74 | 4     |
| 8     | 65 a 69 | 4     |
| 8     | 60 a 64 | 4     |
| 8     | 55 a 59 | 4     |
| 0     | 50 a 54 | 8     |
| 20    | 45 a 49 | 8     |
| 0     | 40 a 44 | 12    |
| 24    | 35 a 39 | 8     |
| 8     | 30 a 34 | 8     |
| 12    | 25 a 29 | 8     |
| 0     | 20 a 24 | 12    |
| 8     | 15 a 19 | 16    |
| 12    | 10 a 14 | 4     |
| 8     | 5 a 9   | 4     |
| 0     | 0 a 4   | 16    |

## Economia
El 2007 la població en edat de treballar era de 191 persones, 161 eren actives i 30 eren inactives. De les 161 persones actives 149 estaven ocupades (81 homes i 68 dones) i 12 estaven aturades (6 homes i 6 dones). De les 30 persones inactives 13 estaven jubilades, 12 estaven estudiant i 5 estaven classificades com a «altres inactius».

### Ingressos
El 2009 a Marolles-lès-Saint-Calais hi havia 107 unitats fiscals que integraven 273 persones, la mediana anual d'ingressos fiscals per persona era de 18.482 €.

### Activitats econòmiques
Dels 11 establiments que hi havia el 2007, 1 era d'una empresa de fabricació d'altres productes industrials, 1 d'una empresa de construcció, 1 d'una empresa de comerç i reparació d'automòbils, 1 d'una empresa d'hostatgeria i restauració, 1 d'una empresa financera, 2 d'empreses de serveis, 2 d'entitats de l'administració pública i 2 d'empreses classificades com a «altres activitats de serveis».
Dels 2 establiments de servei als particulars que hi havia el 2009, 1 era un guixaire pintor i 1 restaurant.
L'any 2000 a Marolles-lès-Saint-Calais hi havia 17 explotacions agrícoles.

## Poblacions més properes
El següent diagrama mostra les poblacions més properes.